# Tetairoa McMillan
Tetairoa McMillan (geboren am 5. April 2003 in Waimānalo, Hawaii), Spitzname T-Mac, ist ein US-amerikanischer American-Football-Spieler auf der Position des Wide Receivers. Er spielte College Football für die Arizona Wildcats in der NCAA Division I Football Bowl Subdivision (FBS) und wurde im NFL Draft 2025 in der ersten Runde von den Carolina Panthers ausgewählt.

## Karriere
McMillan wurde in Waimānalo, Hawaii, geboren und wuchs dort auf, bis er im Alter von 12 Jahren mit seiner Familie nach Kalifornien zog. Dort besuchte er die Servite High School in Anaheim und spielte neben Football auch Basketball und Volleyball. Er galt als einer der landesweit besten Footballspieler seines Highschooljahrgangs und wurde als Polynesian Football Player of the Year sowie als Gatorade Football Player of the Year in Kalifornien ausgezeichnet, zudem war er Finalist bei der Wahl zur landesweiten Auszeichnung als Gatorade Player of the Year, mit der der beste Highschool-Spieler der Saison ausgezeichnet wird.
Ab 2022 ging McMillan auf die University of Arizona, um College Football für die Arizona Wildcats zu spielen. In seiner ersten Saison für Arizona war er in acht von zwölf Spielen Starter und verzeichnete mit 39 gefangenen Pässen für 702 Yards und acht Touchdowns die besten statistischen Werte eines true freshman in dieser Saison und stellte einen neuen Rekord bei den Wildcats für die meisten Yards eines Wide Receivers in seinem ersten Jahr auf.
In der Saison 2023 wurde mit Noah Fifita der beste Freund von McMillan, mit dem er bereits in seiner Highschoolzeit zusammengespielt hatte und der ebenfalls 2022 zusammen mit McMillan auf die University of Arizona ging, ab dem vierten Spieltag neuer Starting-Quarterback der Wildcats. McMillan avancierte 2023 mit Fifita als Quarterback zur Hauptanspielstation in der Offense der Wildcats, war in allen 13 Spielen Starter und fing 90 Pässe für 1402 Yards Raumgewinn und zehn Touchdowns.
Am ersten Spieltag der Saison 2024 stellte McMillan 10 gefangenen Pässen für 304 Yards und 10 Touchdowns gegen die New Mexico Lobos einen neuen Rekord bei den Wildcats für die meisten Yards Raumgewinn im Passspiel in einer Partie auf und egalisierte den Rekord für die meisten gefangenen Touchdowns in einem Spiel. Obwohl die Wildcats als Team an ihren Erfolg aus der Saison 2023, in der sie die letzten sieben Spiele in Folge gewonnen hatten, unter einem neuen Head Coach nicht hatten anknüpfen können und nur vier von zwölf Spielen gewannen, spielte McMillan individuell auf einem vergleichbaren Niveau wie in der Vorsaison. Er fing insgesamt 84 Pässe für 1319 Yards Raumgewinn und acht Touchdowns. McMillan wurde in das All-Star-Team der Big 12 Conference von Associated Press sowie zum Consensus All-American gewählt und war einer von drei Finalisten bei der Wahl zum Fred Biletnikoff Award, mit dem der beste Wide Receiver der Saison ausgezeichnet wird. Nach der Saison gab McMillan seine Anmeldung für den kommenden NFL Draft bekannt. Er beendete seine College-Karriere mit insgesamt 3423 Yards Raumgewinn im Passspiel und war damit neuer Rekordhalter in dieser Statistik bei den Arizona Wildcats.